# 오스트레일리아 야구 리그 골든 글러브상
오스트레일리안 베이스볼 리그 골든 글러브상은 九 오스트레일리안 베이스볼 리그에서 주최하던 모든 포지션을 통틀어 최고의 선수에게 수여하는 시상식이었다. 新 오스트레일리안 베이스볼 리그가 출범했지만 부활하지는 못했다.

## 역대 수상자 명단
| 연도    | 선수          | 소속팀              |
| ------- | ------------- | ------------------- |
| 1989-90 | 미실시        | -                   |
| 1990-91 | 빌리 화이트   | 시드니 웨이브       |
| 1991-92 | 마크 쉬프레이 | 시드니 블루         |
| 1992-93 | 마크 쉬프레이 | 시드니 블루         |
| 1993-94 | 앤드류 스캇   | 애들레이드 자이언츠 |
| 1994-95 | 게오프 블름   | 헌터 이글스         |
| 1995-96 | 스티브 힌턴   | 브리스번 밴디츠     |
| 1996-97 | 마크 쉬프레이 | 시드니 블루         |
| 1997-98 | 글렌 윌리엄스 | 시드니 스톰         |
| 1998-99 | 게리 화이트   | 시드니 스톰         |